# لغات برمجة غير إنجليزية
لغات البرمجة بغر الإنجليزية
هي لغات برمجة لا تستعمل المفردات الإنجليزية، على عكس لغات البرمجة المعروفة.
- لغات برمجة تعتمد لغات طبيعية غير إنجليزية
- لغات برمجة لا تعتمد على لغات طبيعية
- لغات برمجة قابلة لتعديل الصياغة.

## لغات برمجة تعتمد لغات طبيعية غير إنجليزية
هذه اللغات تعتمد في صياغتها على لغات طبيعية من دون الإنجليزية، ويمكن أن تقع في الصنفين الأول والثاني:
- Aheui – لغة برمجة esoteric programming language شبيهة بـ Befunge but usinj تستخدم اللغة الكورية http://esolangs.org/wiki/Aheui
- ARLOGO – لغة برمجة عربية تستخدم مفسر UCBLogo ARLOGO
- BangaBhasha – مجموعة لغات برمجية بلغة بانغالا Bangla توفر ما يقابل C, C++, lex, yacc, assembly, BASIC, logo, Ada وغيرها BangaBhasha
- Chinese BASIC –لهجة بيسك صينية تعتمد على Applesoft BASIC تعمل على أجهزة Taiwanese Apple II clones و Multitech Microprofessor II Chinese BASIC
- Fjölnir – تعود إلى 1980. لغة برمجة أمرية أيسلندية.
- FOCAL – مفرداتها الأصلية بالإنجليزية، لكن شركة DEC توفر إصدارات بعدة لغات أوربية.
- 4th Dimension – لغة برمجة بإصدارات محلية، تستخدم المفردات الفرنسية أو الألمانية.
- Glagol – لغة روسية شبيهة بـ Oberon و Pascal
- GOTO++ لغة ذات استخدام محدود، تعتمد الفرنسية والإنجليزية..
- Hindi Programming Language – لغة برمجة راقية تتميز باعتمادها اللغة الهندية، طورها الهندي Shamit Kumar Tomar.
- Hindawi – مجموعة لغات برمجة هندية تقدم ما يقابل C, C++, lex, yacc, assembly, BASIC, logo, Ada و غيرها وبلغات هندية أخرى مثل Hindi, Gujarati, Assamese.
- hForth – نظام Forth مزود بطقم مفردات كورية.
- HPL – Hebrew Programming Language لغة برمجة عبرية
- Lexico – لغة إسبانية غرضية التوجه A Spanish OO لتعليم لغة .NET.
- LSE – Langage Symbolique d'Enseignement, لغة فرنسية بيداغوجية صممت في السبعينات من القرن العشرين في المدرسة العليا للكهرباء، نوع من البيسك، بالإضافة إلى الدوال والإجراءات مثل باسكال.
- MS Word و MS Excel – لغة الماكرو تستعمل لغات غير الإنجليزية في الإصدارات المحلية .
- Rapira – لغة روسية مفسرة بنظام أنواع قوي..
- Robik – لغة روسية بسيطة لتعليم البرمجة للأطفال.
- SAKO – لغة بولونية صممت في الخمسينات وسميت فورتران البولوني "Polish FORTRAN"
- Superlogo – لغة هولندية شبيهة بلغة لوغو.

## لغات برمجة لا تعتمد على لغات طبيعية
هذه اللغات تقع قي الصنف الثالث، معظم هذه اللغات ذات الاستخدام المحدود. .
- إيه بي إل – تعتمد على الصياغة الرياضية والتجريد
- Brainfuck – لغة مصغرة ذات استخدام محدود، صممت بهدف الحصول على مصرف compiler يمكن استعماله في أقل من 256 بايت.
- FALSE – لغة مصغرة ذات استخدام محدود، صياغتها تعتمد أساسا على المحارف غير الحروف والأرقام..
- Piet – لغة برمجة فنية
- Plankalkül – من أوائل اللغات طورها رائد الحواسيب الألماني Konrad Zuse; تستخدم صياغة جدولة صورية.
- var'aq –لغة تعتمد على لغة Klingon المصطنعة في سلسلة Star Trek المور الخيالية.

## لغات برمجة قابلة لتعديل الصياغة
- ChinesePython –ترجمة كاملة للغة Python scripting language إلى الصينية
- HyperTalk – لغة برمجة مستعملة في Apple's HyperCard; تسمح بالترجمة من خلاتل الموارد
- Perl – تسمح بتعديل محلل الصياغة إلى لغات أخرى، مثل وحدة Damian Conway's Lingua::Romana::Perligata التي تسمح بكتابة برامج باللغة اللاتينية.

## لغات برمجة عربية
- عمورية – لغة عربية مفتوحة المصدر، غرضية التوجه,
- لوغو العربي – لغة برمجة عربية مبنية على لغة لوغو UCB لغة اللوغو interpreter
- ج – لغة برمجة عربية تعتمد على صياغة مشابهة للغة C++ مع إمكانيات رسومية، من تصميم الدكتور محمد عمار السلكةموقع اللغة.
- لغتي لغة برمجة عربية متعددة الأهداف لها نسقها الخاص.
- العنقاء - لغة برمجة عربية إجرائية مشابهة للغة C ،
- كلمات - لغة برمجة عربية مشابهة للغة C،
- لغة زاي - بيئة عربية لتعليم المبتدئين البرمجة بلغة زاي
- لغة سمة - لغة برمجة عربية بديلة للغة CSS لتنسيق صفحات الإنترنت.
- لغة إبداع دروس لغة إبداع